# I dannati e gli eroi
I dannati e gli eroi (Sergeant Rutledge) è un film western del 1960 diretto da John Ford.

## Trama
Il sergente di colore Braxton Rutledge ha un ottimo stato di servizio ed è stimato da tutti i commilitoni e dai superiori. Quando però viene accusato di aver violentato e ucciso una ragazza bianca del forte, temendo la giustizia dei bianchi, diserta fuggendo nel territorio degli Apache. Qui compie l'ultimo atto di eroismo salvando la signorina Mary Beecher dai pellerossa che hanno assaltato la sua fattoria e ucciso il padre e riconsegnando la donna e sé stesso all'autorità militare. Verrà difeso nel processo dal giovane tenente bianco Tom Cantrell, che, pur nella generale ostilità dovuta al colore della pelle dell'imputato, riuscirà nelle sequenze finali a scoprire la sorprendente verità.

## Struttura
Il film ha come filo conduttore lo svolgimento del processo, su cui si inseriscono le classiche scene western facendo largo uso di flashback sulla base delle deposizioni dei testimoni. Gli esterni sono quelli tipici di Ford della Monument Valley, in cui sono facilmente riconoscibili alcuni luoghi specifici già utilizzati come "set" in Sentieri selvaggi (ad esempio il punto del fiume in cui gli Apache tendono un'imboscata al plotone dei soldati).

## Produzione
La sceneggiatura de I dannati e gli eroi è originale e fu scritta dal coproduttore del film Willis Goldbeck e da James Warner Bellah.
Bellah ha scritto che lui e Goldbeck interessarono John Ford a dirigere il film dopo il completamento della sceneggiatura. Bellah aveva scritto in precedenza le storie sulle quali John Ford aveva basato la sua "trilogia della cavalleria": Fort Apache (1948), I cavalieri del Nord Ovest (1949), e Rio Bravo (1950). La sceneggiatura fu successivamente adattata da Bellah per un romanzo omonimo.
Parti del film furono girate nella Monument Valley e sul San Juan River al Mexican Hat in Utah.
Come si evince dalla locandina cinematografica statunitense, gli spettatori dei cinema furono avvisati che non potevano entrare in sala negli ultimi 10 minuti di proiezione, per mantenere la suspense del finale a sorpresa. Il film ebbe scarso successo nei cinema americani, incassò di più all'estero ma rimase comunque un piccolo fallimento. Scott Eyman riassunse: 
(Scott Eyman)